# 日本とトリニダード・トバゴの関係
日本とトリニダード・トバゴの関係（にほんとトリニダード・トバゴのかんけい、英語: Japan–Trinidad and Tobago relations） では、日本とトリニダード・トバゴの関係について概説する。

## 両国の比較
|               | トリニダード・トバゴ          | 日本                           | 両国の差                              |
| ------------- | ----------------------------- | ------------------------------ | ------------------------------------- |
| 人口          | 139万4973人（2019年）         | １億2340万人（2025年）         | 日本はトリニダード・トバゴの約90.5倍  |
| 国土面積      | 5130 km²                      | 37万7972 km²                   | 日本はトリニダード・トバゴの約73.7倍  |
| 人口密度      | 297 人/km²（2023年）          | 347 人/km²（2018年）           | 日本はトリニダード・トバゴの約1.3倍   |
| 首都          | ポートオブスペイン            | 東京都                         |                                       |
| 最大都市      | サンフェルナンド              | 東京都区部                     |                                       |
| 政体          | 議会共和制                    | （民主制）議院内閣制           |                                       |
| 公用語        | 英語                          | 日本語（事実上）               |                                       |
| 通貨          | トリニダード・トバゴ・ドル    | 日本円                         |                                       |
| 国教          | なし                          | なし                           |                                       |
| 人間開発指数  | 0.784                         | 0.919                          |                                       |
| 民主主義指数  | 7.09(2024年）                 | 8.48（2024年）                 |                                       |
| GDP（名目）   | 242億6971万米ドル（2019年）   | 5兆819億6954万米ドル（2019年） | 日本はトリニダード・トバゴの約209.4倍 |
| 一人当たりGDP | 17398.0米ドル（2019年）       | 40246.9米ドル（2019年）        | 日本はトリニダード・トバゴの約2.3倍   |
| 経済成長率    | 0%（2019年）                  | 0.7%（2019年）                 |                                       |
| 軍事費        | 1億6635万5244米ドル（2019年） | 476億902万米ドル（2019年）     | 日本はトリニダード・トバゴの約286.2倍 |
| 地図          |                               |                                |                                       |

## 歴史
日本はトリニダード・トバゴを独立とともに国家承認し、1964年5月に外交関係が成立した。その後、1979年にポートオブスペインに在トリニダード・トバゴ日本国大使館が開設。なお、トリニダード・トバゴはドミニカ共和国以東のカリブ海諸国の中では人口規模・経済規模ともに大きく、同地域の指導国の一つである。そのことから、在トリニダード・トバゴ日本国大使館は、アンティグア・バーブーダ、ガイアナ、スリナム、グレナダ、セントルシア、セントビンセント及びグレナディーン諸島、セントクリストファー・ネイビス、ドミニカ国の8カ国を兼轄している。
一方、トリニダード・トバゴ側は1971年以来、在インドトリニダード・トバゴ高等弁務官事務所が日本を兼轄。

### 東日本大震災
2011年3月11日、東北地方を中心とした東日本大震災が発生、日本は甚大な被害にみまわれた。これを受けトリニダード・トバゴ政府は、プレスリリースに声明を出し、支援を表明。トリニダード・トバゴの文化省と教育省が国内で追悼チャリティーコンサートを実施し、収益を赤十字に寄付した。また、西インド諸島大学の学生が日本に向けての募金活動を行い、同国の著名なミュージシャンは日本で被災地支援のためのチャリティ・コンサートを行うことを企画した。

### 邦人女性殺害事件
2016年、カーニバルに参加する為に同国を訪問していた演奏家の邦人女性長木谷麻美が殺害され、ポートオブスペインで遺体が発見されるという事件が発生した。長らく犯人は判明していなかったが、2021年3月、現地警察が複数の証拠によりデビッド・アレンという男性を容疑者と特定。ただし2016年12月の段階で容疑者はすでにカジノ強盗の末の警察との銃撃戦で死亡しており、捜査は終了した。

## 外交

### 日本要人のトリニダード・トバゴ訪問

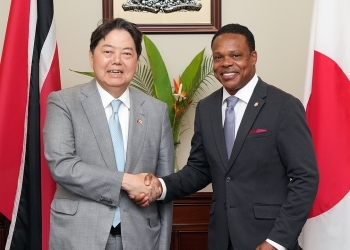
日・トリニダード・トバゴ外相会談（2023年5月）。左は林芳正、右はエイマリー・ブラウン。

2014年7月、日カリコム首脳会合出席のために安倍晋三が総理大臣として初めてトリニダード・トバゴを訪問し、トリニダード・トバゴ首相であるカムラ・パサード＝ビセッサーと首脳会談を実施した。なお、当年は日本とトリニダード・トバゴの国交樹立50周年であった。
そのほか、日本の要人としてはビジネス交流促進のために外務大臣政務官の山花郁夫が2010年トリニダード・トバゴを訪問。2013年には同じく外務大臣政務官の城内実がカリコム外交・共同体関係理事会（外相会合）の域外国として参加するためトリニダード・トバゴを訪問。2015年には同じく外務大臣政務官の宇都隆史がトリニダード・トバゴを含むカリブ諸国を歴訪し、トリニダード・トバゴでは西インド諸島大学セント・オーガスティン校を訪問して両国の大学間交流の方途について意見交換がなされた。2017年には、外務副大臣として初めて薗浦健太郎がトリニダード・トバゴを訪問し、北朝鮮核問題や安保理改革で協力と理解を求めるなど、友好国としての関係が維持されている。

### トリニダード・トバゴ要人の訪日
トリニダード・トバゴ要人の訪日としては、1974年と1975年に、独立運動を指導した事から「トリニダード・トバゴの父」と称されるエリック・ウィリアムズが首相として訪日し、当時総理大臣であった三木武夫から歓迎を受けている。

## 経済交流
日本はトリニダード・トバゴに対し、2017年までに30億円以上の経済援助を実施。重点が置かれているのは防災分野で、トリニダード・トバゴでは気候変動による洪水被害が慢性化して農業や生物多様性に影響を与えているため、喫緊の課題となっている。また、トリニダード・トバゴは従来から原油産出国であり一人当たりの二酸化炭素排出量が世界有数となっている。そのことから、再生可能エネルギーへの転換支援も実施されている。
上記したようにトリニダード・トバゴは原油生産国であると同時に、天然ガスも産出する資源大国である。2003年から2006年にかけては日本の液化天然ガスの輸入相手国上位十か国であり、現在では天然ガスから精製されるメタノールの製造工場が三菱商事と三菱ガス化学によって建設され、2021年1月に稼働を開始した。
資源を日本に供給している背景から、2019年の対日貿易は輸出175億円に対して輸入69.5億円と、貿易黒字を確保している。

## 文化交流
在トリニダード・トバゴ日本国大使館が折り紙や剣道のイベントを開催して日本文化を発信。近年ではアニメなどポップカルチャーの人気増加に伴って、日本語教育も浸透しつつある。
著名人としては、日本のシンガーソングライターであるMINMIは2006年と2007年に、トリニダード・トバゴのポピュラー音楽「ソカ」のカーニバルに出場。ソカモナーク世界大会では女性第3位を獲得するなど、日本とトリニダード・トバゴ両国で有名なソカ歌手である。
2020東京オリンピックでは高知県中土佐町が、トリニダード・トバゴ選手団のホストタウンに登録。大会に先んじて、音楽や食文化を通じた交流が計画された。鹿児島県大崎町もホストタウンに登録され、本大会前の事前合宿を誘致。

## 外交使節

### 駐日トリニダード・トバゴ大使
- ソロモン・サトクマル・ラッチマン（ニューデリー常駐[37]、1974年～、信任状捧呈は10月24日[38]）
- プレームチャンド・J・ダス[39][40]（ニューデリー常駐[37]、1988～2008年、信任状捧呈は1990年7月25日[41]）
- パンディット・マニエディオ・パサード（ニューデリー常駐[37]、2008～2012年、信任状捧呈は1月7日[42]）
- チャンドラダート・シン（ニューデリー常駐[37][43]、2012～2023年、信任状捧呈は9月10日[44]）
- ロジャー・ゴポール（ニューデリー常駐、2023年～、信任状捧呈は9月14日[45]）